# Liberation-Stadion
Das Liberation-Stadion (englisch Liberation Stadium) ist ein Stadion in der nigerianischen Stadt Port Harcourt. Es fasst 25.000 Zuschauer und wird zurzeit hauptsächlich als Fußballstadion genutzt. 
Der heimische Fußballverein Dolphins FC trägt hier seine Heimspiele aus.